# Isabelle Carré
Isabelle Carré (París, 28 de mayo de 1971) es una actriz francesa que ha aparecido en más de 70 películas y ha actuado en una gran cantidad de obras de teatro desde 1989. Ganó un Premio César a la Mejor Actriz por su papel en Se souvenir des belles choses (2001), y ha sido nominada en seis ocasiones, por Beau fixe (1992), Le hussard sur le toit (1995), La femme défendue (1997), Les Sentiments (2003), Entre ses mains (2005) y Anna M. (2007).
Desde el 26 de agosto de 2006 está casada con el productor de cine Bruno Pésery, con quien tiene un hijo, Antoine, nacido el 11 de octubre de 2008. Su hermano, Benoît Carré, es un miembro de la banda de pop Lilicub.

## Filmografía seleccionada

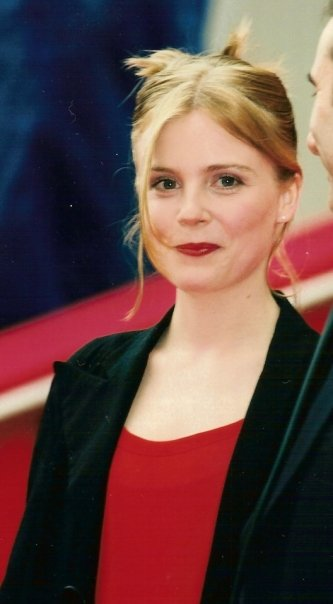
Isabelle Carré en 1997.

| Año  | Título                         | Rol               | Director                        |
| ---- | ------------------------------ | ----------------- | ------------------------------- |
| 1992 | Beau fixe                      | Valerie           | Christian Vincent               |
| 1994 | Le hussard sur le toit         | La tutora         | Jean-Paul Rappeneau             |
| 1995 | Beaumarchais                   | Rosine            | Édouard Molinaro                |
| 1996 | Les Soeurs Soleil              | Murielle          | Jeannot Szwarc                  |
| 1996 | The Banned Woman               | Muriel            | Philippe Harel                  |
| 1998 | Children of the Century        | Aimée d'Alton     | Diane Kurys                     |
| 1999 | The Children of the Marshland  | Marie             | Jean Becker                     |
| 1999 | Season's Beatings              | Annabelle         | Danièle Thompson                |
| 2000 | Taking Wing                    |                   |                                 |
| 2001 | À la folie... pas du tout      | Rachel            | Laetitia Colombani              |
| 2002 | Beautiful Memories             | Claire Poussin    | Zabou Breitman                  |
| 2003 | Holy Lola                      | Géraldine         | Bertrand Tavernier              |
| 2003 | Les Sentiments                 |                   |                                 |
| 2004 | Entre ses mains                | Claire Gauthier   | Anne Fontaine                   |
| 2006 | Private Fears in Public Places | Gaëlle            | Alain Resnais                   |
| 2006 | Anna M.                        | Anna M.           | Michel Spinosa                  |
| 2006 | Four Stars                     | Franssou          |                                 |
| 2007 | The Fox and the Child          | Narradora         | Luc Jacquet                     |
| 2008 | Cliente                        | Fanny             | Josiane Balasko                 |
| 2008 | Musée haut, musée bas          | Carole Province   | Jean-Michel Ribes               |
| 2009 | Tellement proches              | Nathalie          | Olivier Nakache y Éric Toledano |
| 2010 | Le refuge                      | Mousse            | François Ozon                   |
| 2010 | Romantics Anonymous            | Angélique         | Jean-Pierre Améris              |
| 2011 | Headwinds                      | Jossee Combe      |                                 |
| 2012 | Cherry on the Cake             | Florence          | Laura Morante                   |
| 2012 | Looking for Hortense           | Aurore            | Pascal Bonitzer                 |
| 2014 | Respire                        | Vanessa           | Mélanie Laurent                 |
| 2014 | Marie's Story                  | Sister Marguerite | Jean-Pierre Améris              |
| 2015 | 21 Nights with Pattie          | Caroline          | Arnaud y Jean-Marie Larrieu     |
| 2015 | Love at First Child            | Gabrielle         | Anne Giafferi                   |
| 2015 | Paris-Willouby                 | Claire Lacourt    | Arthur Delaire Quentin Reynaud  |
| 2017 | Garde alternée                 | Virginie          | Alexandra Leclère               |

## Teatro
- 1990: Une nuit de Casanova
- 1990: The Cherry Orchard
- 1992: L'École des Femmes
- 1993: On ne badine pas avec l'amour
- 1993: Il ne faut jurer de rien
- 1993: Le Mal court
- 1995: Dostoïevsky va à la plage
- 1995: Le Père humilié
- 1995: Arloc
- 1996: Slaves
- 1999: Mademoiselle Else
- 2000: Résonances
- 2001: The Tragedy of Othello, the Moor of Venice
- 2001: Léonce et Léna
- 2002: Hugo à deux voix
- 2003: La Nuit chante
- 2004: L'Hiver sous la table
- 2006: Blanc
- 2009: Un garçon impossible